# باشگاه فوتبال آیلزبری
باشگاه فوتبال آیلزبری (به انگلیسی: Aylesbury Football Club) یک باشگاه فوتبال در شهر آیلزبری، کشور انگلستان است که در سال ۱۹۳۰ میلادی تأسیس شده‌است.